# 포르투갈 그랑프리

포르투갈 그랑프리(영어: Portuguese Grand Prix, 포르투갈어: Grande Prémio de Portugal)는 포르투갈의 F1 경주이다.
1951년 스포츠카 대회로 처음 개최됐다가 수년 간 간헐적으로 사라졌다가 다시 부활한 모터스포츠 대회다. 1964년 행사는 스포츠카 경주로 열렸고, 1965년과 1966년 에디션은 포뮬러 3 참가자들을 위해 열렸다. 이 행사는 1958년~1960년, 다시 1984년~1996년 사이에 포뮬러 원 월드 챔피언십의 일부였으며 오랜 공백 끝에 2020년과 2021년에 다시 부활했다. 이 행사는 역사상 여러 서킷에서 개최되었다.